# 华伦·泰伊
华伦·泰伊（1843年—1927年5月15日）是一位英国眼科医生，約克郡人，与美国神经病学医生伯纳德·萨克斯共同发现并命名了泰-萨克斯病（也称为“家族黑蒙性癡呆症”）。